# Puerto Páez
Puerto Páez est la capitale de la paroisse civile de Codazzi dans la municipalité de Pedro Camejo dans l'État d'Apure au Venezuela. Située au confluent du río Meta constituant la frontière avec la Colombie et de l'Orénoque, sur la rive nord et gauche du premier et rive ouest et gauche du deuxième, elle fait face à la ville colombienne de Puerto Carreño au sud, et à la ville vénézuélienne d'El Burro à l'est.